# Pteridomanie

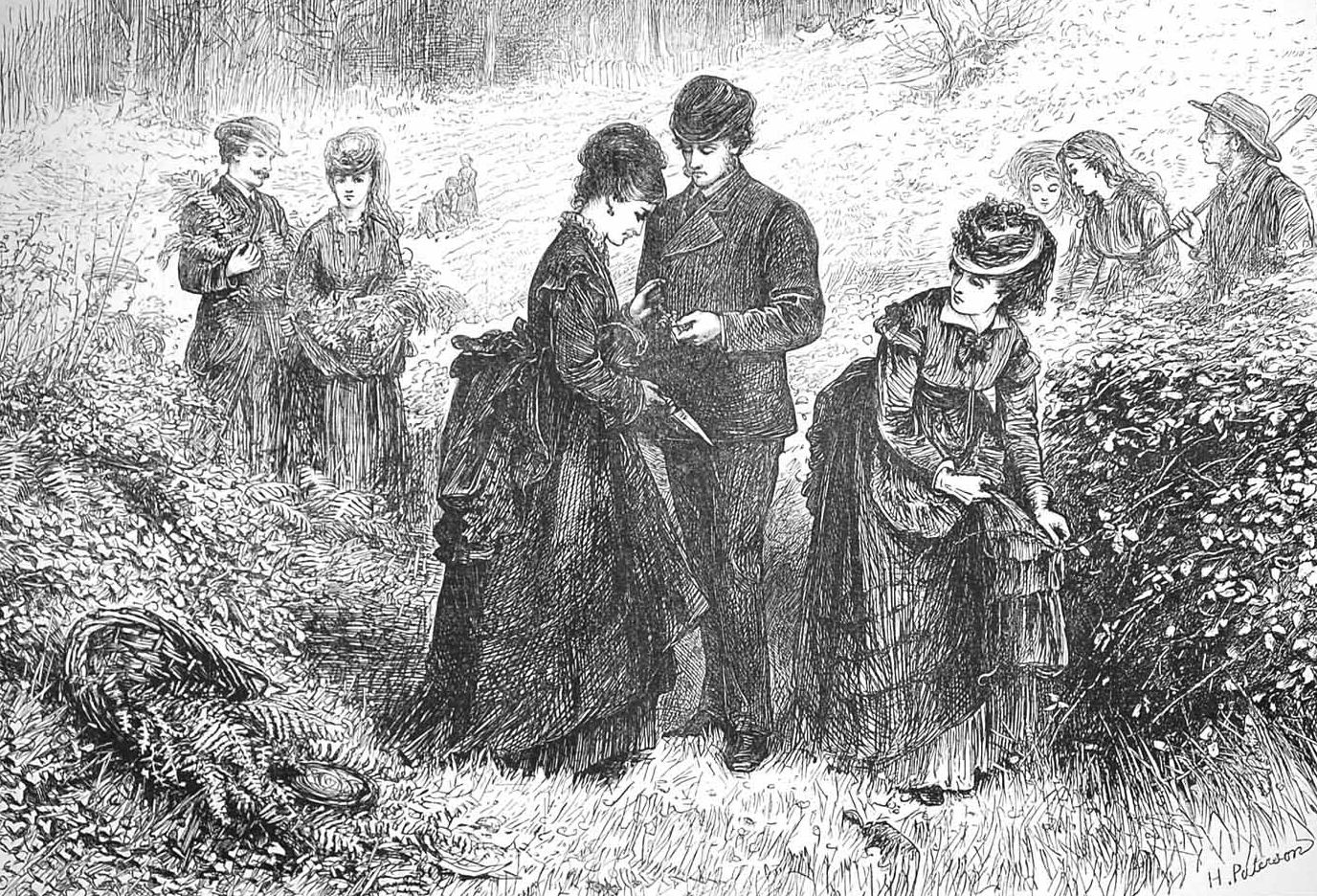
"Gathering Ferns" (Sbírání kapradin) autor Helen Allingham z The Illustrated London News, 1871.

Pteridomania nebo Fern-Fever (kapradinománie nebo kapradinová horečka) jsou názvy pro posedlost kapradinami. Viktoriánské dekorativní umění často používalo motiv kapradiny na keramice, sklu, kovu, textilu, dřevu, potištěném papíru nebo v sochařství. S kapradiny se „objevovaly všude, od dárků ke křtinám po náhrobky a pomníky“.

## Popis
Pteridomania znamená kapradinové šílenství nebo kapradinové bláznění, spojení kapraďorostů a mánie. Slovo bylo vytvořeno v roce 1855 Charlesem Kingsleym v jeho knize Glaucus, or the Wonders of the Shore:
„Vaše dcery, snad byly zachváceny přívalem "Pteridomanie" ... a přou se o nevyslovitelné názvy druhů (které jsou, jak se zdá, odlišné v každé nové knize o kapradinách, které si kupují) ... a přesto nemůžete popřít, že v nich nachází zábavu a jsou aktivnější, veselejší, méně sebestředné, než by byly, kdyby hloubaly nad romány a drby, háčkovaly a pletly.“
Podle dalšího autora:
„I když hlavní období popularity kapradin jako dekorativního motivu bylo rozšířeno od 1850 až do roku 1890, zájem o kapradiny skutečně začal na konci dekády okolo roku 1830, když na britském venkově přibývalo amatérských a profesionálních botaniků. Nové objevy byly publikovány v časopisech, zejména Phytologist: populárním botanickém časopise, který se poprvé objevil v roce 1844 [2] Kapradiny se ukázaly být mimořádně plodnou skupinou rostlin pro nové taxonomické záznamy, protože byly studovány méně než kvetoucí rostliny. Kapradiny byly také nejvíce různorodé a bohaté na divoké, vlhčí, západní a severní části Velké Británie, která byla stále přístupnější prostřednictvím rozvoje lepších silnic a železnice.“

## Sbírky a pěstování
Sbírky kapradin našly své nadšence v různých sociálních třídách, a jak bylo řečeno, "dokonce i farmář, dělník či horník může mít sbírku britských kapradin, které se mu podařilo nasbírat v přírodě a společný zájem někdy spojil osoby z nejrůznějších společenských vrstev. "
Pro některé šlo módní hobby a pro jiné o vážnější vědecký záměr. Sběr kapradin se stal komerční záležitostí společně s prodejem zboží pro sběratele kapradin.  Obchodním artiklem byly dodávky kapradin z Velké Británie a Irska, nebo další z mnoha knih prodávaných pro identifikaci kapradin. Sběratelé hledali kapradiny u prodejců ale i v jejich rodných lokalitách po celém Britském souostroví i jinde. Listy byly lisovány do herbářů a pro zobrazení v domácnostech. Živé rostliny byly také shromažďovány pro pěstování v zahradách a interiérech. Školky nenabízely pouze původní druhy, ale také exotické druhy z Ameriky a jiných částí světa.
Wardian case, předchůdce moderního terária, byl v roce 1829 vynalezen lékařem, který se pokoušel ochránit své kapradiny před znečištěným ovzduším 19. století v Londýně. Wardian case se brzy staly prvkem v stylových salonech v západní Evropě a ve Spojených státech a pomohly šířit kapradí šílenství a šílenství pro pěstování orchidejí, které následovalo.   Kapradiny byly kultivovány ve sklenících nazývaných fern house a venkovních kapradinových zahradách ferneries.
Kromě asi sedmdesáti původních britských druhů a přírodních hybridů kapradin, zahradníci této éry se velmi zajímaly o takzvané monstrozity, podivné varianty volně žijících druhů. Z nich vybrali stovky variet pro pěstování. Polystichum setiferum, Athyrium filix-femina, a Asplenium scolopendrium, například, každý z druhů přinesl asi tři sta různých variet. 

## Dekorativní umění
Motiv kapradiny byl použit nejdříve v roce 1862 na mezinárodní výstavě a zůstal populární "jako milý symbol hodný následování" až do přelomu století.
Protože listy kapradin jsou poněkud ploché, byly použity pro výzdobu takovým způsobem, kterým mnoho dalších rostlin nemohlo být použito. Byly vlepeny do alb sběratelů, umístěny na trojrozměrných objektech, používány jako šablony pro "rozstřikování", černěny a obtiskovány na plochy, a tak dále.
Keramiku se vzory kapradin zavedly firmy Wedgwood, Mintons Ltd, Royal Worcester, Ridgeway, George Jones, a jiné. S různými tvary a styly dekorace, včetně majoliky. Památník sira Williama Jacksona Hookera, ředitele Royal Botanic Gardens v Kew byl zadán Josiah Wedgwoodovi a postaven v kostele v Kew v roce 1867 s plochami z keramiky (jasperware) na nichž se uplatnil motiv ratolestí, které představovaly exotické kapradiny. Kopie byly předvedeny v oblasti, kde je nyní Victoria and Albert Museum, kde je lze vidět i na počátku 21. století. 
Realistické kresby kapradin byly obzvláště oblíbené v dekorativním umění tohoto období, "I když byly stylizované, jako je běžné u rytého skla a kovu, efekt byl stále zjevně „kapradinovitý“. "

## Dopady
Horlivost viktoriánských sběratelů vedla k výraznému snížení divokých populací řady vzácnějších druhů. Kapradinka skalní (Woodsia ilvensis), se stala vážně ohroženou ve Skotsku, a to zejména v Moffat Hills. Tato oblast byla kdysi nejrozsáhlejší populací ve Velké Británii, ale nyní tam zůstává pouze několik malých kolonií, jejichž budoucnost je stále v ohrožení. Příbuzný druh kapradinka alpínská (Woodsia alpina), potkal podobný osud, i když ohroženy nebyly pouze rostliny. John Sadler, později kurátor Royal Botanic Garden v  Edinburghu, málem přišel o život při pokusu získat trs kapradiny na skalisku nedaleko Moffat Hills a botanický průvodce jménem William Williams zemřel při sběru kapradinky alpínské ve Walesu v roce 1861. Jeho tělo bylo nalezeno na úpatí skály, kde Edward Lhwyd poprvé sbíral tento druh téměř o dvě století dříve. 
Trichomanes speciosum (Killarney Fern), druh, který je považován za jednu z nejvíce ohrožených rostlin  Evropy, který se dříve nacházel v okolí Arran, byl  považován za zaniklý ve Skotsku díky činnosti sběratelů v 19. století. Ovšem tento druh byl později objevena na ostrově Skye ve formě gametofytu. 
Puchýřník hladký (Cystopteris dickieana), kapradina, byla objevena v kamenitých podkladech skály v mořské jeskyni na pobřeží Kincardineshire v roce 1838. V roce 1860 byla, jak se zdálo, rostlina v původní lokalitě vyhubena, přesto se druh zotavil a dnes je na místě populace více než 100 rostlin.  